# Los Algarrobos (Veraguas)
Los Algarrobos es un corregimiento del distrito de Santiago en la provincia de Veraguas, República de Panamá. La localidad tiene 5.490 habitantes (2010).

## Actual representante
H.R Sergio Robles